# A Bit Of Previous
A Bit of Previous è l'undicesimo album in studio della band scozzese Belle and Sebastian, pubblicato il 6 maggio 2022 dalla Matador Records. È stato preceduto dai singoli Unnecessary Drama, If They're Shooting at You e Young and Stupid.
Belle e Sebastian intendevano registrare A Bit of Previous a Los Angeles fino a quando la pandemia di COVID-19 non li ha costretti a rimanere nella loro città natale di Glasgow, rendendo l'album il primo ad essere registrato nella città scozzese dal 1999. Il titolo dell'album è una frase usata dal padre del bassista Bobby Kildea di "riconoscere ammiccamente le relazioni passate", sebbene NME abbia interpretato il titolo come un riferimento al concetto buddista di reincarnazione in quanto "potresti già avere 'precedenti' con le persone che incontri".
Sull'aggregatore di recensioni Metacritic, A Bit of Previous ha ricevuto un punteggio di 78 su 100 sulla base di 16 recensioni della critica, indicando un'accoglienza "generalmente favorevole". Quinn Moreland, scrivendo per Pitchfork, ha ritenuto che "i testi condividano un focus tematico stretto" caratterizzato dal "linguaggio chiaro e aforistico", sebbene musicalmente, "A Bit of Previous toccano un po di tutto".

## Tracce
1. Young and Stupid – 2:54
2. If They're Shooting at You – 4:31
3. Talk to Me, Talk to Me – 4:27
4. Reclaim the Night – 3:13
5. Do It for Your Country – 3:50
6. Prophets on Hold – 4:46
7. Unnecessary Drama – 4:16
8. Come on Home – 3:54
9. A World Without You – 3:03
10. Deathbed of My Dreams – 3:48
11. Sea of Sorrow – 4:58
12. Working Boy in New York City – 4:15